# Ana Bogdan
Ana Bogdan (n. 25 noiembrie 1992, Sinaia, România) este o jucătoare română profesionistă de tenis. Cea mai bună clasare a sa în clasamentul WTA la simplu este locul 39 mondial în iulie 2023 și locul 148 la dublu în iulie 2019. 
Până în prezent, ea a câștigat două turnee WTA 125. Pe circuitul ITF, ea a câștigat treisprezece titluri la simplu și un titlu la dublu. A ocupat locul 2 în clasamentul mondial combinat ITF pentru juniori în ianuarie 2009.
Ea a debutat în echipa de Fed Cup a României în 2018, cu un meci din Grupa Mondială 2 împotriva Canadei, în care a pierdut meciul de dublu alături de Raluca Olaru. Româncele s-au impus totuși cu 3–1 în această întâlnire.

## Cariera

### 2016: Debut la Grand Slam și prima semifinală WTA
A început anul la Turneul Internațional de la Rio de Janeiro unde a pierdut în runda a doua în fața Larei Arruabarrena, scor 5–7, 7–5, 3–6. Ea a mai jucat într-un turneu ITF de la Sao Paulo, cu premii totale de 25.000 de dolari, în care a pierdut în semifinale în fața compatrioatei Andreea Mitu, scor 5–7, 6–2, 2–6. 
A câștigat turneul de 25k din Grado, Italia, învingând-o pe Sussane Celik în trei seturi. Setul decisiv s-a decis la tiebreak, unde Ana s-a impus cu 7–1. 
La Stanford, trece de calificări și ajunge pe tabloul principal, unde dă în prima rundă de americanca Asia Muhammad. În a doua rundă, se duelează cu americanca Alison Riske și pierde în trei seturi. 
La turneul următor, la Brasil Tennis Cup, a ajuns în prima semifinală în circuitul WTA, învingând-o pe fostul număr 1 mondial, Jelena Janković. La US Open, a trecut de calificări și a învins-o în prima rundă pe compatrioata sa, Sorana Cîrstea. Aceasta a fost prima ei victorie pe tabloul principal al unui turneu de Grand Slam. În runda a doua, a pierdut în fața compatrioatei sale, Monica Niculescu, în două seturi.

### 2017: A doua semifinală în circuitul WTA
La Australian Open, Bogdan a ajuns pe tabloul principal prin calificări, dar a fost învinsă în prima rundă de Elena Vesnina, în două seturi. De asemenea, a participat pentru prima dată în carieră pe tabloul principal la French Open și la Wimbledon, câștigând meciul din prima rundă la Wimbledon împotriva lui Duan Yingying în două seturi. La US Open, Bogdan a ajuns în runda a doua de pe tabloul principal, egalând rezultatul ei din 2016, dar a fost învinsă în trei seturi de Monica Niculescu.

### 2018: Runda a treia la Australian Open, debut în top 70
La Australian Open, Bogdan a obținut cel mai bun rezultat al carierei la un turneu de Grand Slam, ajungând în runda a treia, învingând-o în prima rundă pe Kristina Mladenovic, cap de serie nr. 11, în două seturi, și pe Iulia Putințeva în runda a doua. Ca urmare, ea a ajuns pentru prima dată în carieră în top 100, pe locul 89 mondial în clasamentul de simplu. Bogdan a ajuns apoi în semifinale atât la Monterrey (pierzând în fața lui Garbiñe Muguruza), cât și la Bogota. Aceste rezultate au propulsat-o în top 70.

### 2019–2020: În afara top 100
La începutul noului sezon, Bogdan nu a reușit să se califice pe tablourile principale la Australian Open. Ea a pierdut în ultimul tur al calificărilor, în fața lui Ann Li. Bogdan a avut două mingi de meci în setul al doilea, dar a pierdut meciul în trei seturi.
De asemenea, ea a învins-o pe numărul 38 mondial, Veronika Kudermetova, în timp ce juca pentru România în Fed Cup.

### 2022: Prima finală WTA, debut în top 50
A ajuns în prima sa finală în circuitul WTA la Openul Poloniei, dar a pierdut în fața favoritei numărul cinci, Caroline Garcia.
Cap de serie nr. 6 la Emilia-Romagna Open din Parma, a ajuns în semifinale, unde a fost învinsă de Mayar Sherif. Ca urmare, ea a ajuns în top 50, pe locul 46 mondial, la 3 octombrie 2022

### 2023: Primul WTA 1000, runda trei la Wimbledon, top 40
A ajuns în runda a treia la Campionatele de la Dubai ca jucătoare venită din calificări, înainte de a pierde în fața Jessicăi Pegula, a treia favorită.
La Wimbledon, a ajuns pentru prima dată în runda a treia la acest turneu major, dar a pierdut în fața Lesiei Țurenko într-un meci strâns de trei seturi, cu un tiebreak de 38 de puncte în cel de-al treilea, cel mai lung din istoria Grand Slamurilor la simplu feminin. După turneu, ea a ajuns pe locul 39 mondial.
Bogdan și-a apărat cu succes titlul la turneul WTA 125 de la Iași, învingând-o în finală pe compatrioata sa Irina-Camelia Begu. În septembrie, Bogdan a câștigat turneul WTA 125 de la Parma, învingând-o în finală pe Anna Karolína Schmiedlová.

## Viața personală
Ea are o relație cu pilotul de raliuri româno-italian Simone Tempestini din 2020. 

## Rezultate
| C | F | SF | QF | #R | RR | Q# | P# | DNQ | A | Z# | PO | Au | Ag | Br | NMS | P | NH |

#### Simplu
| Turneu                   | 2009 | ... | 2014 | 2015 | 2016 | 2017 | 2018  | 2019 | 2020 | 2021  | 2022 | 2023  | 2024 | SR                 | C–P                | Victorii %         |
| ------------------------ | ---- | --- | ---- | ---- | ---- | ---- | ----- | ---- | ---- | ----- | ---- | ----- | ---- | ------------------ | ------------------ | ------------------ |
| Turnee de Grand Slam     |      |     |      |      |      |      |       |      |      |       |      |       |      |                    |                    |                    |
| Australian Open          | A    |     | A    | Q1   | A    | 1R   | 3R    | 1R   | Q3   | 1R    | A    | 1R    | 1R   | 0 / 6              | 2–6                | 25%                |
| French Open              | A    |     | A    | Q1   | A    | 1R   | 2R    | Q2   | 2R   | 3R    | 1R   | 1R    | 3R   | 0 / 7              | 5–7                | 42%                |
| Wimbledon                | A    |     | A    | Q1   | Q1   | 2R   | 1R    | 1R   | NH   | 1R    | 2R   | 3R    |      | 0 / 6              | 4–6                | 40%                |
| US Open                  | A    |     | A    | A    | 2R   | 2R   | 2R    | 2R   | A    | 1R    | Q2   | 1R    |      | 0 / 6              | 4–6                | 40%                |
| Câștigat–pierdut         | 0–0  |     | 0–0  | 0–0  | 1–1  | 2–4  | 4–4   | 1–3  | 1–1  | 1–4   | 1–2  | 2–4   |      | 0 / 25             | 15–25              | 38%                |
| Reprezentare națională   |      |     |      |      |      |      |       |      |      |       |      |       |      |                    |                    |                    |
| Billie Jean King Cup     | A    |     | A    | A    | A    | A    | PO    | A    | QR   | QR    | QR   | QR    |      | 0 / 0              | 4–2                | 67%                |
| WTA 1000                 |      |     |      |      |      |      |       |      |      |       |      |       |      |                    |                    |                    |
| Dubai / Qatar Open       | A    |     | A    | A    | A    | A    | A     | A    | A    | 1R    | Q1   | 3R    | A    | 0 / 2              | 2–2                | 50%                |
| Indian Wells Open        | A    |     | A    | A    | A    | Q1   | A     | A    | NH   | A     | A    | A     | 1R   | 0 / 1              | 0–1                | 0%                 |
| Miami Open               | A    |     | A    | A    | A    | Q2   | A     | Q1   | NH   | A     | A    | 1R    | 1R   | 0 / 2              | 0–2                | 0%                 |
| Madrid Open              | Q2   |     | A    | A    | A    | Q1   | Q2    | A    | NH   | 1R    | A    | 2R    | 1R   | 0 / 3              | 1–3                | 25%                |
| Italian Open             | A    |     | A    | A    | A    | A    | A     | A    | A    | A     | A    | 2R    | 2R   | 0 / 2              | 2–2                | 50%                |
| Canadian Open            | A    |     | A    | A    | A    | Q1   | 1R    | A    | NH   | A     | A    | A     |      | 0 / 1              | 0–1                | 0%                 |
| Cincinnati Open          | A    |     | A    | A    | A    | Q1   | 1R    | A    | A    | A     | A    | Q1    |      | 0 / 1              | 0–1                | 0%                 |
| Guadalajara Open         | NH   | NH  | NH   | NH   | NH   | NH   | NH    | NH   | NH   | NH    | A    | A     |      | 0 / 0              | 0–0                | –                  |
| Pan Pacific / Wuhan Open | A    |     | A    | A    | A    | A    | Q1    | A    | NH   | NH    | NH   | NH    |      | 0 / 0              | 0–0                | –                  |
| China Open               | A    |     | A    | A    | A    | A    | Q1    | A    | NH   | NH    | NH   | A     |      | 0 / 0              | 0–0                | –                  |
| Câștigat–pierdut         | 0–0  |     | 0–0  | 0–0  | 0–0  | 0–0  | 0–2   | 0–0  | 0–0  | 0–2   | 0–0  | 4–4   |      | 0 / 8              | 4–8                | 33%                |
| Statistici carieră       |      |     |      |      |      |      |       |      |      |       |      |       |      |                    |                    |                    |
|                          | 2009 | ... | 2014 | 2015 | 2016 | 2017 | 2018  | 2019 | 2020 | 2021  | 2022 | 2023  | 2024 | SR                 | C–P                | Victorii %         |
| Turnee                   | 0    |     | 2    | 6    | 6    | 8    | 16    | 13   | 3    | 15    | 10   | 14    | 4    | Total carieră: 97  | Total carieră: 97  | Total carieră: 97  |
| Titluri                  | 0    |     | 0    | 0    | 0    | 0    | 0     | 0    | 0    | 0     | 0    | 0     | 0    | Career total: 0    | Career total: 0    | Career total: 0    |
| Finale                   | 0    |     | 0    | 0    | 0    | 0    | 0     | 0    | 0    | 0     | 1    | 0     | 1    | Total carieră: 2   | Total carieră: 2   | Total carieră: 2   |
| Hard c–p                 | 0–0  |     | 0–1  | 0–2  | 5–4  | 2–4  | 10–11 | 2–7  | 1–2  | 4–8   | 5–3  | 4–7   |      | 0 / 48             | 33–49              | 40%                |
| Zgură c–p                | 0–0  |     | 1–1  | 1–4  | 1–1  | 3–3  | 4–4   | 3–5  | 2–2  | 7–6   | 9–5  | 5–5   |      | 0 / 36             | 36–36              | 50%                |
| Iarbă c–p                | 0–0  |     | 0–0  | 0–0  | 0–1  | 1–1  | 0–1   | 0–1  | 0–0  | 0–1   | 1–1  | 3–3   |      | 0 / 9              | 5–9                | 36%                |
| General c–p              | 0–0  |     | 1–2  | 1–6  | 6–6  | 6–8  | 14–16 | 5–13 | 3–4  | 11–15 | 15–9 | 12–15 |      | 0 / 93             | 74–94              | 44%                |
| Victorii (%)             | –    |     | 33%  | 14%  | 50%  | 43%  | 47%   | 28%  | 43%  | 42%   | 63%  | 44%   |      | Total carieră: 44% | Total carieră: 44% | Total carieră: 44% |
| Clasament la sf. anului  | 503  |     | 241  | 161  | 118  | 115  | 71    | 129  | 92   | 112   | 48   | 67    |      | 3.057.054 $        | 3.057.054 $        | 3.057.054 $        |

## Galerie

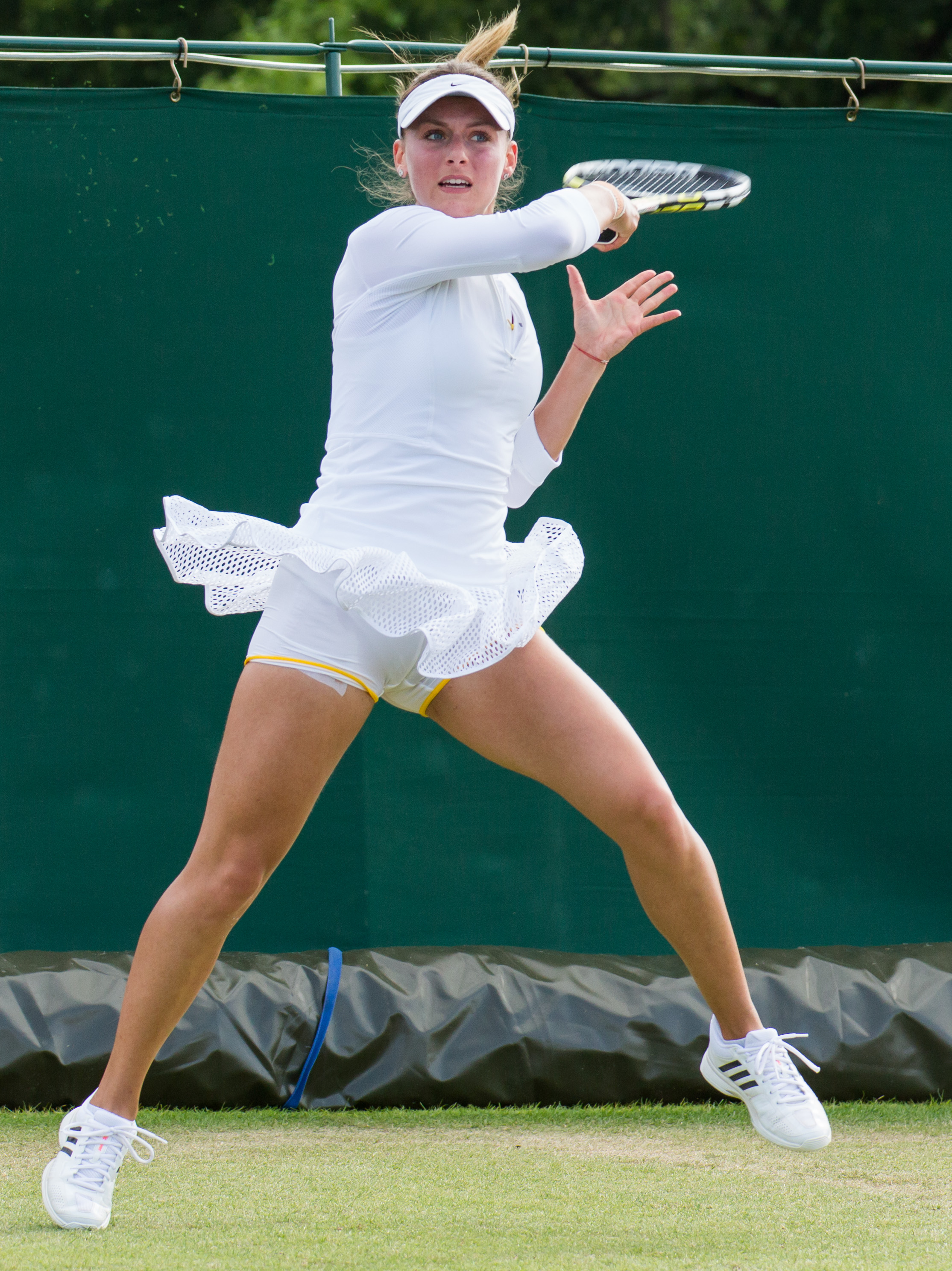
Bogdan în 2015
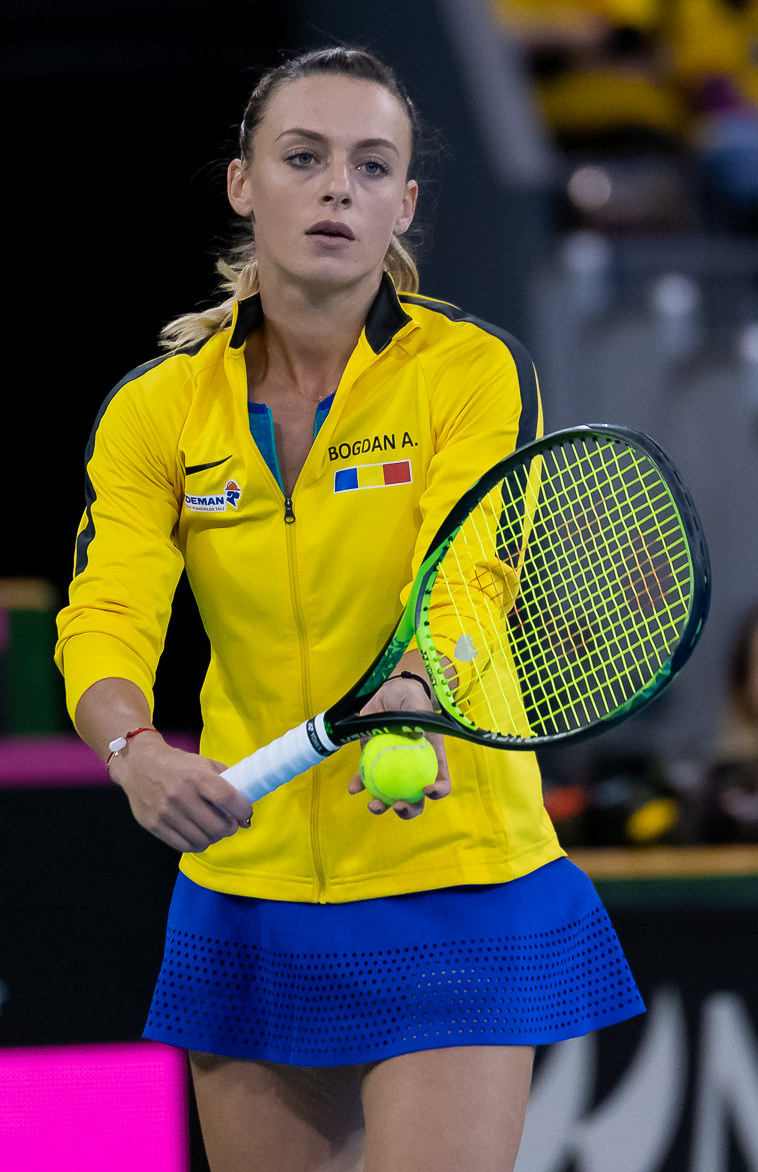
Bogdan în 2020
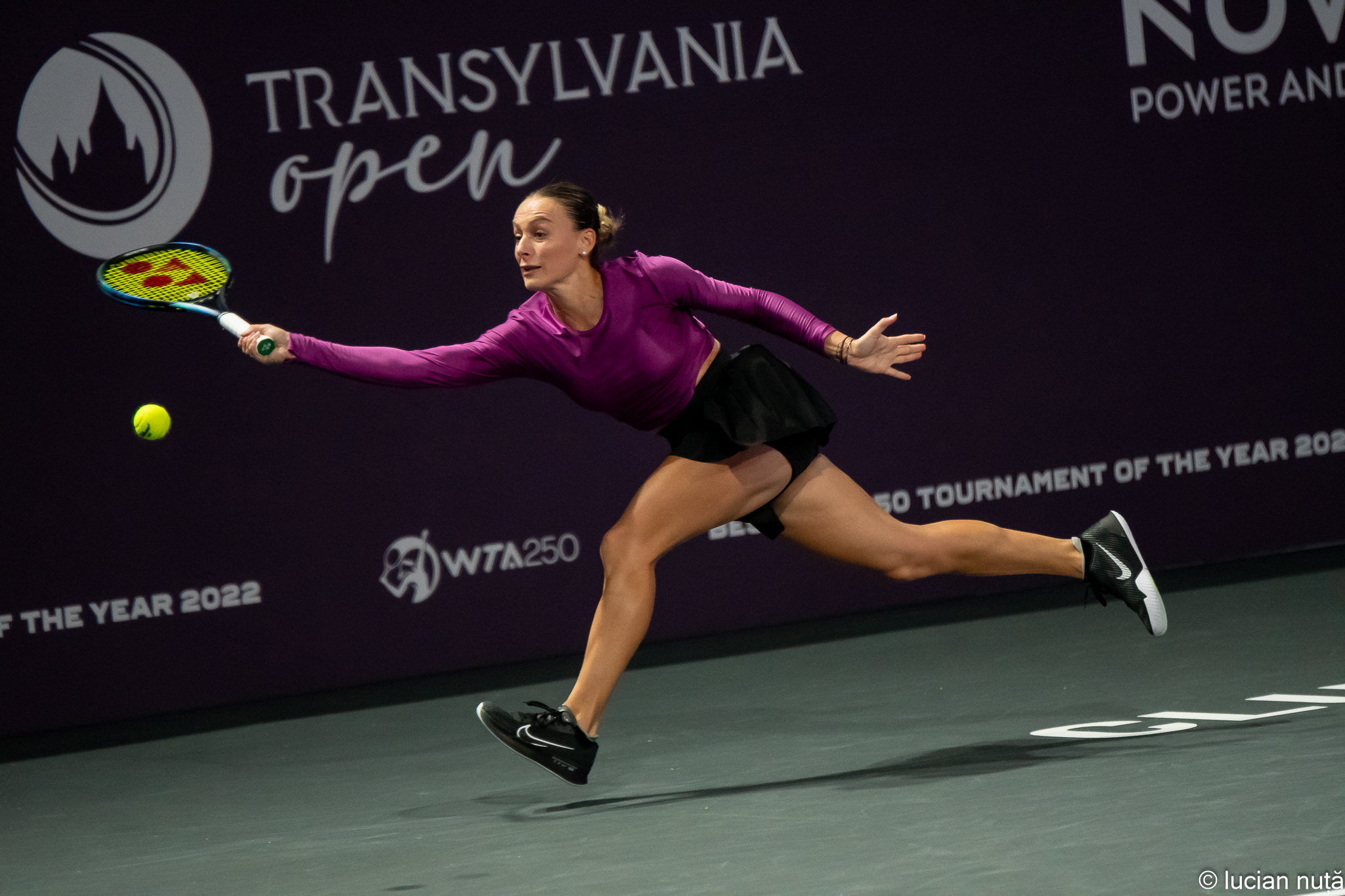
Bogdan în 2023
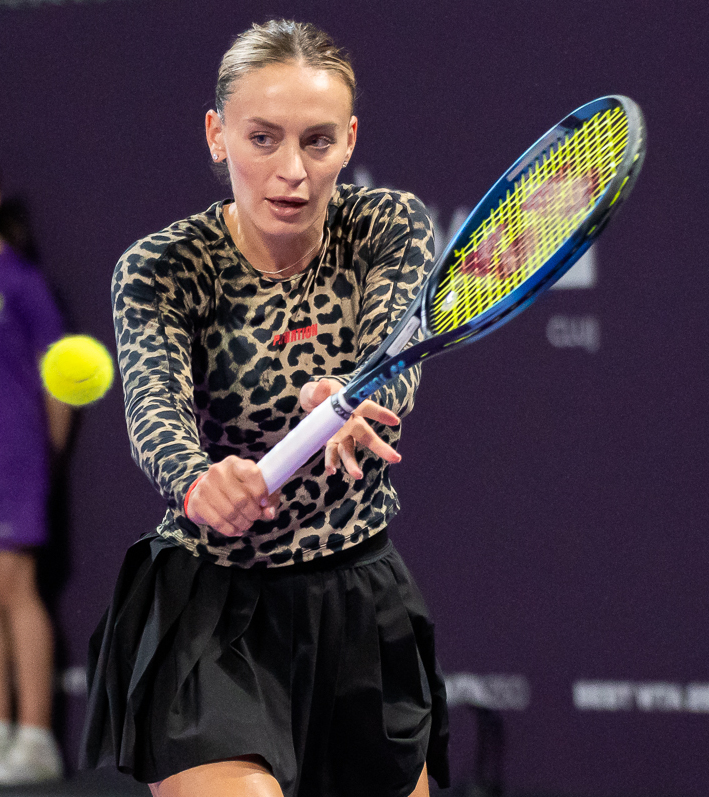
Bogdan în 2024